# Armen Sarkissian
Pour les articles homonymes, voir Sarkissian.
Armen Vardanovich Sarkissian (en arménien : Արմեն Սարգսյան, Armen Sargsian), né le 23 juin 1953 à Erevan, est un homme d'État arménien, président de la république d'Arménie du 9 avril 2018 à sa démission le 1er février 2022. Il est Premier ministre d'Arménie du 4 novembre 1996 au 28 février 1997. 
Élu en 2018 au suffrage indirect, Armen Sarkissian démissionne trois ans avant la fin de son mandat dans le contexte de désaccords l'opposant au Premier ministre Nikol Pachinian sur l'étendue des pouvoirs présidentiels ainsi que de révélations sur sa double nationalité.

## Biographie
Armen Sarkissian fait ses études à l'université d'État d'Erevan et y achève ses études supérieures en physique théorique et mathématiques en 1978. De 1992 à 1996, il occupe divers postes dans des ambassades arméniennes.
Détenteur de la citoyenneté britannique à partir de 2002, il affirme y avoir renoncé en 2011. Il est cependant considéré comme citoyen britannique par le registre des sociétés britanniques, Companies House en 2014.
Marié depuis 1978 à Nouneh Sarkissian, chercheuse au Matenadaran née en 1954, ils ont ensemble deux fils.

### Carrière politique

#### Premier ministre
Armen Sarkissian est ensuite nommé Premier ministre le 4 novembre 1996, et le reste jusqu'au 28 février 1997. Il sert comme ambassadeur au Royaume-Uni entre 1998 et 2018, soit le diplomate le plus longtemps en poste à Londres.

#### Président de la République
Le 19 janvier 2018, sa candidature comme candidat présidentiel du Parti républicain est proposée par le président sortant Serge Sarkissian, qui ne désire pas se représenter pour un troisième mandat, et alors que l'opposition rejette elle aussi cette possibilité. Sarkissian accepte le 16 février suivant, et la coalition au pouvoir le nomme officiellement pour candidat la semaine suivante. Se présentant sans opposition, Armen Sarkissian est élu le 2 mars dès le premier tour avec 90 voix sur 101,. Son investiture se tient le 9 avril suivant.
Les affrontements répétés entre le président et son Premier ministre Nikol Pachinian quant à l'exercice des pouvoirs du chef de l'Etat lors de la crise politique de 2021 finissent cependant par conduire Armen Sarkissian à annoncer sa démission le 23 janvier 2022. Le président évoque à cette occasion son incapacité à agir sur la vie politique, déplorant que sa fonction « ne dispose pas des outils nécessaires pour influer sur les processus importants de la politique étrangère et intérieure dans des moments difficiles pour le peuple et le pays ». Sarkissian appelle dans la foulée à une révision constitutionnelle afin d'équilibrer les pouvoirs entre les deux chefs de l'executif,,. La démission de Sarkissian est une surprise pour Nikol Pachinian comme pour les propres collaborateurs du président, ce dernier préparant depuis plusieurs jours sa participation à un sommet européen.
Dans les jours qui suivent, cependant, la plateforme journalistique Hetq révèle les résultats d'une enquête menée en partenariat avec l'Organized Crime and Corruption Reporting Project (OCCRP), sur la possession par le président d'une double nationalité. Détenteur de la nationalité christophienne en plus de celle arménienne, Sarkissian se trouvait par conséquent sous la menace d'une annulation de son élection à la présidence, la constitution interdisant au chef de l'État de détenir une double nationalité. Contacté par les journalistes, Sarkissian aurait affirmé ne pas avoir connaissance de sa double nationalité, ayant demandé avant son élection la suspension de celle de Saint-Christophe-et-Niévès, acquise à la suite d'un important investissement immobilier dans le pays. Selon Hetq, le président aurait démissionné au lendemain de cet échange téléphonique,,.
Conformément à la loi arménienne, celle ci devient effective une semaine après son annonce, le président ne l'ayant pas retirée dans cet intervalle,. Le 1er février, le président de l'Assemblée nationale Alen Simonian signe l'acte constatant la vacance des fonctions de président de la République dont il assure l'intérim en vertu de la Constitution. Une élection présidentielle anticipée est organisée le 3 mars suivant et Vahagn Khatchatrian est élu pour succéder à Sarkissian.

## Décorations
- Chevalier grand-croix au grand cordon de l'ordre du Mérite de la République italienne‎ (25 juillet 2018)[21]